# Felice Lovera
Felice Lovera (Valdieri, 29 marzo 1901 – Udine, 29 gennaio 1957) è stato un politico italiano.

## Biografia
Preside del Liceo scientifico di Casale Monferrato, fu eletto senatore con la Democrazia Cristiana nella I legislatura della Repubblica Italiana, nella Circoscrizione Piemonte.
Aveva preso parte alla Guerra di liberazione italiana come capitano di cavalleria nella Divisione "Patria" e nella Divisione "Monferrato".